# جاناتان آیته
جاناتان آیته (انگلیسی: Jonathan Ayité؛ زادهٔ ۲۱ ژوئیهٔ ۱۹۸۵) بازیکن فوتبال اهل توگو است.
از باشگاه‌هایی که در آن بازی کرده‌است می‌توان به باشگاه فوتبال استاد برستوا ۲۹، باشگاه فوتبال آلانیا اسپور، و باشگاه فوتبال نیم المپیک اشاره کرد.
وی همچنین در تیم ملی فوتبال توگو بازی کرده‌است.